# Quand les dinosaures dominaient le monde
Pour plus de détails, voir Fiche technique et Distribution.
Quand les dinosaures dominaient le monde (When Dinosaurs Ruled the Earth) est un film fantastique britannique réalisé par Val Guest et sorti en 1970.

## Synopsis
Une cérémonie de sacrifice de femmes blondes au Dieu Soleil se déroule en haut d'une falaise. Sanna, membre de la tribu des montagnes, désignée comme victime pour le sacrifice, échappe à son sort en se jetant à la mer, alors que le Soleil se trouble mystérieusement.

Elle est sauvée par Tara, un homme de la tribu de la mer, qui l'emmène dans son village sur la plage. 
Le soir, un plesiosaurus capturé par le village se défait brusquement de ses liens et sème la panique, avant d'être tué par Tara. S'ensuit une fête, où Tara délaisse sa fiancée Ayak pour rejoindre Sanna dans sa hutte.
Mais le lendemain, alors que Tara est parti pêcher, la tribu des montagnes, lancée à la recherche de Sanna, arrive dans le village. Ayak, par jalousie, dénonce la présence de Sanna.

Celle-ci fuit alors, poursuivie par quelques membres de la tribu des montagnes. L'un d'entre eux est tué par un python tandis que les autres sont attaqués par un chasmosaurus qui surgit d'une grotte.
Lors de son retour, Tara découvre la tribu des montagnes, et part avec d'autres hommes à la recherche de Sanna. Ils découvrent les blessés de la première poursuite, et les ramènent au village.
De son côté, Sanna parcourt de nombreux paysages, elle est attaquée par une plante carnivore et coupe une partie de ses cheveux pour se sauver.
Plus-tard, Tara trouve les cheveux de Sanna et la croit morte. 
Sanna finit par s'endormir dans une coquille d’œuf de dinosaure. Au matin, elle est découverte par la mère dinosaure qui la prend pour son petit. 

Plusieurs jours passent, Sanna joue avec la progéniture du dinosaure, tandis que le Soleil est toujours troublé.
Tara au village, attristé de ne plus revoir Sanna, décide d'accompagner les membres de la tribu des montagnes à leur village, pour trouver une autre blonde.
Dans la montagne, Tara, parti avec un autre homme chasser, est attaqué par un rhamphorhynchus qu'il finit par tuer. Il aperçoit alors Sanna se promenant avec la maman dinosaure qui l'a adoptée. 

Passé le moment des retrouvailles, elle emmène Tara jusqu'à une grotte qu'elle a aménagée, et ils passent un certain temps ensemble.
Malheureusement, ils ont été aperçus par l'autre homme parti chasser avec Tara.
Lorsque Tara rentre à son village de la plage, sa tribu et la tribu des montagnes l'attendent. Il est accusé de cacher Sanna, mais il nie. Devant son refus de parler, il est ligoté à un radeau enflammé poussé sur la mer.

Un tylosaurus surgit opportunément des flots et démantèle le radeau, permettant à Tara de nager jusqu'à la rive, puis de rejoindre à bout de force la cache de Sanna.
Mais tous les hommes des deux tribus sont alors à leurs trousses, et après une longue course poursuite, Tara et Sanna sont encerclés. Survient la mère dinosaure, qui saisit et sauve Sanna, tandis que Tara est ramené au village pour être brûlé vif sur la plage.

Toutefois, au moment d'enflammer le bûcher, la mer se retire brusquement, précédant l'arrivée d'un tsunami...

Des crabes géants surgissent et attaquent les hommes qui se dispersent en désordre dans la panique. 
Ayak meurt engloutie par des sables mouvants. Sanna arrive au village dans la confusion, et libère Tara du bûcher.
Ils rejoignent à la hâte un radeau avant que la déferlante du tsunami ne les submerge.
Une fois le tsunami passé, leur radeau a été porté sur des rochers en hauteur. Tara et Sanna assistent à une éclipse lunaire.

Désormais la Terre est dotée d'une Lune et les éléments sont calmés.

## Fiche technique
- Titre français : Quand les dinosaures dominaient le monde
- Titre original : When Dinosaurs Ruled the Earth
- Réalisateur : Val Guest
- Scénario : Val Guest et J.G. Ballard
- Effets spéciaux : Brian Johnson (crédité en tant que Brian Johncock)
- Production : Aida Young
- Société de distribution : Warner Bros
- Pays :  Royaume-Uni
- Langue : anglais
- Durée : 96 minutes
- Genre : Aventure, fantastique
- Affiche : Enzo Nistri (Italie)

## Distribution
- Victoria Vetri : Sanna
- Robin Hawdon : Tara
- Patrick Allen : Kingsor
- Drewe Henley : Khaku
- Sean Caffrey : Kane
- Magda Konopka : Ulido
- Imogen Hassall : Ayak
- Patrick Holt : Ammon
- Carol Hawkins : Yani
- Maria O'Brien : Oman

## Sorties vidéo
Édité en VHS, ce film oublié en France a été réédité en double DVD aux États-Unis en anglais avec sous-titres anglais et français, avec un autre film : Alerte satellite 02.

## Autour du film
- Après le succès de Un million d'années avant J.C., distribué par la 20th Century Fox et produit par la Hammer, la Warner Bros demande à cette dernière de produire un second film, surfant sur ce qui fait le succès du précédent : des dinosaures et des playmates en bikini[1],[2].
- Ray Harryhausen fut approché pour s'occuper des effets spéciaux, mais occupé sur La Vallée de Gwangi, c'est à Jim Danforth qu'ils furent confiés[2]
- Faute de temps et d'argent, de nombreuses scènes furent annulées, dont une qui mettait en scène des fourmis géantes, imbriquant animations en stop-motion et maquettes taille réelle. À la place, des Stock-shots du Monde Perdu furent utilisés[1].
- La production ne voulait pas d'un théropode bipède, comme le Tyrannosaure ou l'Allosaure, obligeant Jim Danfoth à imaginer un carnassier quadrupède, ne correspondant à aucun dinosaure connu[1]. Une scène annulée du film prévoyait d'ailleurs de mettre en scène un théropode face au Chasmosaurus.